# Glacier Morteratsch
Le glacier Morteratsch (en romanche : Vadret da Morteratsch) est le plus grand glacier de la chaîne de la Bernina. Il se situe dans le canton des Grisons en Haute-Engadine.

## Toponymie
Selon Wilhelm Balthasar Georg, le nom dérive d’une racine celte mortari, morter en Engadine, qui signifie « forêt », avec le suffixe -atsch qui indique une amplification. Une autre étymologie évoque une légende locale d’un berger nommé Aratsch (d’après un récit le 21 juillet 1868).

## Caractéristiques
Il a une longueur maximale de 7 km avec un dénivelé de 2 000 m et son extrémité supérieure est sur le Punta Perrucchetti à 4 020 m. Sa superficie mesurée en 2015 par photographie aérienne est de 14,93 km2. Il couvre avec le glacier Pers environ 16 km2.
Entre 1878 et 2020, le glacier a reculé de 2 889 m, le bilan de masse entre 2019 et 2020 est de −0,591 m w.e.
À la confluence avec le glacier Pers, le glacier Morteratsch se comporte comme un barrage naturel bloquant les eaux de ruissellement et à l'origine d'un petit lac.

## Glaciologie
Des chercheurs de l'Institut fédéral de recherche sur la forêt, la neige et le paysage (WSL) étudient les variations de masse du glacier de Morteratsch entre 2001 et 2016. Le bilan de masse (en anglais : surface mass balance) est la somme des pertes de glace (par fonte ou sublimation) et de ce qui a été reçu (par les précipitations et le gel) au cours d’une année. Ils effectuent une modélisation statistique pour déterminer quels sont les facteurs principaux qui influencent les diminutions, en particulier les conditions météorologiques. Dans ce but, ils collectent les températures et précipitations des stations météorologiques des alentours. Le résultat est que plus de 85 % des variations peuvent être expliquées par les moyennes de températures de mai à juillet et les précipitations totales d’octobre à mars. Ils présentent une nouvelle méthode où les contributions des températures et précipitations de chaque mois sont examinées sur 16,8 millions de combinaisons. Plus de 90 % des variations de balance de masse peuvent être expliquées par des combinaisons de températures de mai à juin suivies des températures en octobre, c’est-à-dire un allongement de la durée des fontes. Le rôle des précipitations est moins décisifs, car les précipitations d’automne, hiver et printemps sont toujours plus importantes que celles d’été. Ces résultats indiquent que la durée de la fonte de glace est plus déterminante que son intensité. Les températures de juin à août, largement utilisées, ne sont peut-être pas la meilleure option pour décrire la variabilité du bilan de masse par un calcul statistique.

## Histoire
Dans la première moitié du XXe siècle, une grotte de glace est ouverte aux touristes à l’extrémité inférieure du glacier.

## Excursions

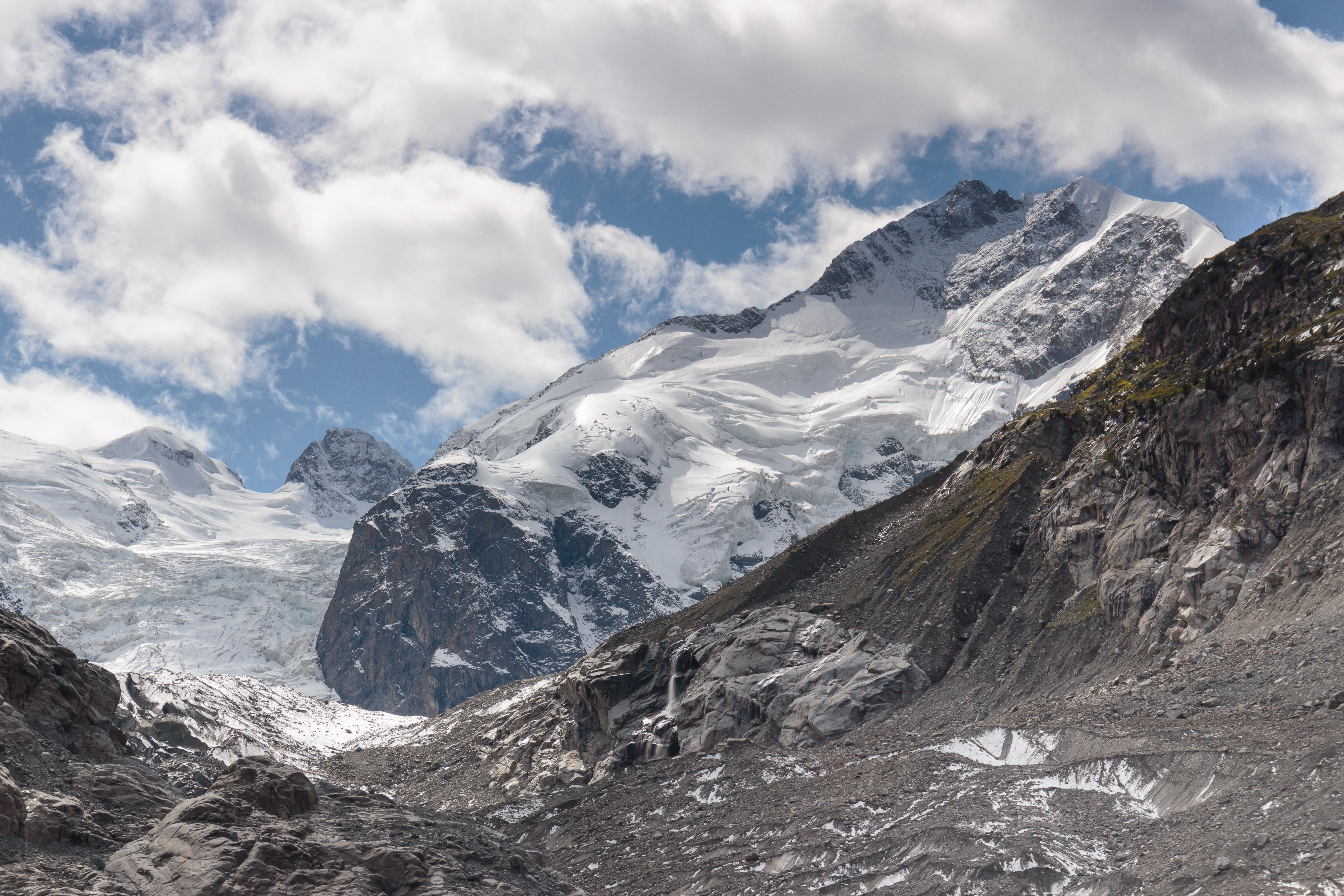
Voie vers la langue du glacier Morteratsch.

Le long d'une promenade sur le thème du recul du glacier, des totems avec des explications en trois langues (allemand, anglais, italien) aident à comprendre les interactions de ce biotope. Ils favorisent une prise de conscience sur l'évolution du climat.
Le sentier des glaciers Morteratsch, long de 2,9 km permet une promenade facile de 50 minutes sur la partie basse, au départ de Pontresina.
À partir de la station supérieure du téléphérique de la Diavolezza, il est possible de traverser avec un guide les deux langues des glaciers de Morteratsch et de Pers, qui se rejoignent après le rocher d’Isola Pers. En longeant la moraine latérale, on atteint le bout de la langue glaciaire, d’où un sentier permet de rejoindre la gare.

## Projet-pilote
Le glaciologue Felix Keller a l’idée de recycler l’eau de fonte du glacier pour la transformer en neige par un dispositif autonome, sans apport extérieur de courant, placé au milieu de la longueur. Une autre méthode serait de produire assez de neige artificielle pour compenser les pertes. Un tel système devrait produire 30 000 tonnes de neige par jour. Un projet-pilote de 2,5 millions de francs commence sur le glacier de Morteratsch, prévu pour une durée de 30 mois.

### Controverse
En 2017, le recul des glaciers Pers et Morteratsch inquiète la population et mobilise les scientifiques. Un reportage donne la parole à un guide de montagne et à un glaciologue qui exposent leur point de vue sur le recul des glaciers, tandis que le professeur Felix Keller expérimente un canon à neige.
Une représentante du WWF Grisons est sollicitée pour donner son avis. Elle estime qu’il est plus urgent de s’attaquer à la source du problème, c’est-à-dire au réchauffement climatique. Le projet est coûteux, il serait plus efficace d'investir une telle somme dans la sauvegarde du climat.